# UCI-Cyclocross-Saison 2012/13
Die Cyclocross-Saison 2012/2013 begann am 8. September 2012 und endet am 24. Februar 2013 für die im UCI-Kalender kategorisierten Rennen, darunter die Rennen des Weltcups (WCM) sowie den Kategorien C1 und C2. Neben den UCI-Weltcuprennen gibt es weitere Rennserien, für die jeweils ein Gesamtsieger ermittelt wird. Die neben dem UCI-Weltcup höchstwertigsten Rennserien sind derzeit in Belgien beheimatet, und zwar die „bpost bank trofee“ (Namens-/Sponsorwechsel 2013 – vormals GvA Trofee), sowie der „Superprestige“. Der Deutschland-Cup wurde in dieser Saison in insgesamt 14 Rennen ausgefahren, die alle zwischen dem 14. Oktober und dem 30. Dezember ausgetragen werden.

## Gesamtstand

### UCI-Ranking
(Endstand: 25. Februar 2013)
| Platz | Fahrer              |                    | Punkte |
| ----- | ------------------- | ------------------ | ------ |
| 1.    | Sven Nys            | Belgien            | 2270   |
| 2.    | Niels Albert        | Belgien            | 2090   |
| 3.    | Kevin Pauwels       | Belgien            | 1762   |
| 4.    | Klaas Vantornout    | Belgien            | 1680   |
| 5.    | Lars van der Haar   | Niederlande        | 1446   |
| 6.    | Francis Mourey      | Frankreich         | 1186   |
| 7.    | Radomír Šimůnek     | Tschechien         | 1069   |
| 8.    | Bart Aernouts       | Belgien            | 1065   |
| 9.    | Bart Wellens        | Belgien            | 985    |
| 10.   | Martin Bína         | Tschechien         | 945    |
| 11.   | Jeremy Powers       | Vereinigte Staaten | 927    |
| 12.   | Julien Taramarcaz   | Schweiz            | 885    |
| 13.   | Thijs van Amerongen | Niederlande        | 626    |
| 14.   | Wietse Bosmans      | Belgien            | 872    |
| 15.   | Philipp Walsleben   | Deutschland        | 870    |
| 16.   | Simon Zahner        | Schweiz            | 847    |
| 17.   | Rob Peeters         | Belgien            | 801    |
| 18.   | Tom Meeusen         | Belgien            | 731    |
| 19.   | Marcel Meisen       | Deutschland        | 721    |
| 20.   | Enrico Franzoi      | Italien            | 710    |
|       | …                   |                    |        |
| 56.   | Christian Helmig    | Luxemburg          | 264    |
| 110.  | Daniel Geismayr     | Osterreich         | 110    |

| Platz | Nation                 | Punkte |
| ----- | ---------------------- | ------ |
| 1.    | Belgien                | 6122   |
| 2.    | Niederlande            | 3005   |
| 3.    | Tschechien             | 2464   |
| 4.    | Schweiz                | 2282   |
| 5.    | Vereinigte Staaten     | 2181   |
| 6.    | Frankreich             | 1887   |
| 7.    | Deutschland            | 1813   |
| 8.    | Italien                | 1284   |
| 9.    | Spanien                | 903    |
| 10.   | Vereinigtes Königreich | 701    |
| 11.   | Polen                  | 588    |
| 12.   | Kanada                 | 550    |
| 13.   | Slowakei               | 508    |
| 14.   | Japan                  | 390    |
| 15.   | Luxemburg              | 364    |
| 16.   | Dänemark               | 276    |
| 17.   | Schweden               | 265    |
| 18.   | Ungarn                 | 261    |
| 19.   | Portugal               | 260    |
| 20.   | Österreich             | 210    |

| Platz | Nation (U23)           | Punkte |
| ----- | ---------------------- | ------ |
| 1.    | Belgien                | 1953   |
| 2.    | Niederlande            | 1541   |
| 3.    | Vereinigte Staaten     | 730    |
| 4.    | Frankreich             | 666    |
| 5.    | Tschechien             | 594    |
| 6.    | Spanien                | 322    |
| 7.    | Deutschland            | 284    |
| 8.    | Kanada                 | 265    |
| 9.    | Vereinigtes Königreich | 263    |
| 10.   | Dänemark               | 263    |
| 11.   | Schweiz                | 244    |
| 12.   | Italien                | 228    |
| 13.   | Polen                  | 207    |
| 14.   | Ungarn                 | 200    |
| 15.   | Portugal               | 200    |
| 16.   | Luxemburg              | 103    |
| 17.   | Japan                  | 94     |
| 18.   | Slowakei               | 66     |
| 19.   | Serbien                | 60     |
| 20.   | Kroatien               | 60     |

### Weltcup-Wertung
(Endstand: 20. Januar 2013)
| Platz | Fahrer              |             | Punkte |
| ----- | ------------------- | ----------- | ------ |
| 1.    | Niels Albert        | Belgien     | 540    |
| 2.    | Kevin Pauwels       | Belgien     | 515    |
| 3.    | Sven Nys            | Belgien     | 506    |
| 4.    | Lars van der Haar   | Niederlande | 411    |
| 5.    | Bart Aernouts       | Belgien     | 372    |
| 6.    | Radomír Šimůnek     | Tschechien  | 361    |
| 7.    | Klaas Vantornout    | Belgien     | 356    |
| 8.    | Francis Mourey      | Frankreich  | 348    |
| 9.    | Thijs van Amerongen | Niederlande | 318    |
| 10.   | Simon Zahner        | Schweiz     | 298    |
|       | …                   |             |        |
| 16.   | Marcel Meisen       | Deutschland | 252    |
| 56.   | Christian Helmig    | Luxemburg   | 42     |

| Platz | Fahrer (U23)           |             | Punkte |
| ----- | ---------------------- | ----------- | ------ |
| 1.    | Wietse Bosmans         | Belgien     | 315    |
| 2.    | Wout van Aert          | Belgien     | 222    |
| 3.    | Corné van Kessel       | Niederlande | 200    |
| 4.    | Gianni Vermeersch      | Belgien     | 200    |
| 5.    | Mike Teunissen         | Niederlande | 193    |
| 6.    | Julian Alaphilippe     | Frankreich  | 163    |
| 7.    | Michael Vanthourenhout | Belgien     | 151    |
| 8.    | David van der Poel     | Niederlande | 131    |
| 9.    | Jens Adams             | Niederlande | 110    |
| 10.   | Laurens Sweeck         | Belgien     | 109    |
|       | …                      |             |        |
| 24.   | Michael Schweizer      | Deutschland | 53     |
| 30.   | Lars Forster           | Schweiz     | 31     |

## Kalender

### September
|     |                    | Rennen                                                   | Kat. |                    | Sieger                 | Team                           |
| --- | ------------------ | -------------------------------------------------------- | ---- | ------------------ | ---------------------- | ------------------------------ |
| 8.  | Vereinigte Staaten | Ellison Park Cyclocross 1, Rochester                     | C2   | Frankreich         | Nicolas Bazin          | Auber 93                       |
| 9.  | Vereinigte Staaten | Ellison Park Cyclocross 2, Rochester                     | C2   | Frankreich         | Nicolas Bazin          | Auber 93                       |
| 15. | Vereinigte Staaten | Catamount Grand Prix – NECX 1, Williston                 | C2   | Frankreich         | Nicolas Bazin          | Auber 93                       |
| 15. | Vereinigte Staaten | Nittany Lion Cross 1, Breinigsville                      | C2   | Vereinigte Staaten | Jeremy Powers          | Rapha-Focus                    |
| 16. | Vereinigte Staaten | Catamount Grand Prix – NECX 2, Williston                 | C2   | Vereinigte Staaten | James Driscoll         | Cannondale-Cyclocrossworld.com |
| 16. | Vereinigte Staaten | Nittany Lion Cross 2, Breinigsville                      | C2   | Vereinigte Staaten | Jared Nieters          | SEAVS/Haymarket                |
| 16. | Schweiz            | Süpercross Baden, Baden                                  | C1   | Frankreich         | Francis Mourey         | FDJ-Big Mat                    |
| 19. | Vereinigte Staaten | CrossVegas – Cross after Dark, Las Vegas                 | C1   | Vereinigte Staaten | Jeremy Powers          | Rapha-Focus                    |
| 22. | Vereinigte Staaten | Charm City Cross 1, Baltimore                            | C2   | Frankreich         | Nicolas Bazin          | Auber 93                       |
| 22. | Vereinigte Staaten | USGP of Cyclocross Planet Bike Cup 1, Sun Prairie        | C1   | Vereinigte Staaten | Jeremy Powers          | Rapha-Focus                    |
| 22. | Tschechien         | TOI TOI Cup, Loštice                                     | C2   | Tschechien         | Radomír Šimůnek        | BKCP-Powerplus                 |
| 23. | Vereinigte Staaten | Charm City Cross 2, Baltimore                            | C2   | Frankreich         | Nicolas Bazin          | Auber 93                       |
| 23. | Vereinigte Staaten | USGP of Cyclocross Planet Bike Cup 2, Sun Prairie        | C2   | Schweiz            | Lukas Flückiger        | Trek World Racing              |
| 26. | Vereinigte Staaten | Gateway Cross Cup – Cross after Dark, St. Louis          | C2   | Belgien            | Ben Berden             | Raleigh-Clement                |
| 28. | Tschechien         | TOI TOI Cup, Uničov                                      | C2   | Tschechien         | Martin Bína            | ČEZ CT Tábor                   |
| 29. | Slowakei           | International Cyclocross Marikovská Dolina, Udiča-Prosné | C2   | Tschechien         | Martin Bína            | ČEZ CT Tábor                   |
| 29. | Belgien            | Grote Prijs Neerpelt, Neerpelt                           | C2   | Belgien            | Sven Nys               | Landbouwkrediet-Euphony        |
| 29. | Vereinigte Staaten | NEPCX – Grand Prix of Gloucester 1, Gloucester           | C1   | Vereinigte Staaten | Jeremy Powers          | Rapha-Focus                    |
| 30. | Vereinigte Staaten | NEPCX – Grand Prix of Gloucester 2, Gloucester           | C2   | Vereinigte Staaten | Ryan Trebon            | Cannondale-Cyclocrossworld.com |
| 30. | Slowakei           | International Cyclocross Finančné Centrum, Udiča-Prosné  | C2   | Tschechien         | Martin Bína            | ČEZ CT Tábor                   |
| 30. | Schweiz            | Radcross Illnau, Illnau                                  | C2   | Schweiz            | Julien Taramarcaz      | BMC Mountainbike Racing Team   |
| 30. | Belgien            | Vlaamse Industrieprijs Bosduin, Kalmthout                | C1   | Belgien            | Sven Nys               | Landbouwkrediet-Euphony        |
| 30. | Belgien            | Vlaamse Industrieprijs Bosduin, Kalmthout (U23)          | CU   | Belgien            | Michael Vanthourenhout | BKCP-Powerplus                 |

### Oktober
|     |                        | Rennen                                                          | Kat. |                        | Sieger                 | Team                                |
| --- | ---------------------- | --------------------------------------------------------------- | ---- | ---------------------- | ---------------------- | ----------------------------------- |
| 6.  | Vereinigte Staaten     | NEPCX – Providence Cyclocross Festival 1, Providence            | C1   | Vereinigte Staaten     | Jeremy Powers          | Rapha-Focus                         |
| 6.  | Tschechien             | TOI TOI Cup, Mladá Boleslav                                     | C2   | Tschechien             | Martin Bína            | ČEZ Cyklo Team Tábor                |
| 7.  | Slowakei               | Cyclocross International Podbrezová, Horná Mičiná               | C2   | Tschechien             | Michael Boroš          | ČEZ Cyklo Team Tábor                |
| 7.  | Schweiz                | Cyclocross International d'Aigle, Aigle                         | C2   | Frankreich             | Francis Mourey         | FDJ-Big Mat                         |
| 7.  | Belgien                | Superprestige Ruddervoorde, Ruddervoorde                        | C1   | Belgien                | Sven Nys               | Landbouwkrediet-Euphony             |
| 7.  | Belgien                | Superprestige Ruddervoorde, Ruddervoorde (U23)                  | CU   | Niederlande            | Mike Teunissen         | Rabobank-Giant Off-Road Team        |
| 7.  | Vereinigte Staaten     | NEPCX – Providence Cyclocross Festival 2, Providence            | C2   | Vereinigte Staaten     | Zach McDonald          | Rapha-Focus                         |
| 13. | Tschechien             | Toi Toi Cup, Hlinsko                                            | C2   | Tschechien             | Martin Bína            | ČEZ Cyklo Team Tábor                |
| 13. | Vereinigte Staaten     | USGP of Cyclocross Smartwool Cup 1, Fort Collins                | C1   | Vereinigte Staaten     | Jeremy Powers          | Rapha-Focus                         |
| 14. | Vereinigte Staaten     | USGP of Cyclocross Smartwool Cup 2, Fort Collins                | C2   | Vereinigte Staaten     | Jeremy Powers          | Rapha-Focus                         |
| 14. | Frankreich             | Challenge National 1ère Epreuve, Saverne                        | C2   | Frankreich             | Francis Mourey         | FDJ-Big Mat                         |
| 14. | Frankreich             | Challenge National 1ère Epreuve, Saverne (U23)                  | CU   | Frankreich             | Clément Venturini      | Rhône-Alpes                         |
| 14. | Belgien                | bpost bank Trofee – GP Mario De Clercq, Ronse-Kluisbergen       | C2   | Belgien                | Niels Albert           | BKCP-Powerplus                      |
| 14. | Belgien                | bpost bank Trofee – GP Mario De Clercq, Ronse-Kluisbergen (U23) | CU   | Belgien                | Michael Vanthourenhout | BKCP-Powerplus                      |
| 14. | Finnland               | Finnish National Championships, Helsinki                        | CN   | Finnland               | Samuel Pökälä          | TWD-L                               |
| 14. | Vereinigtes Konigreich | National Trophy Series Round 1, Abergavenny                     | C2   | Vereinigtes Konigreich | Ian Field              | Hargroves Cycles                    |
| 14. | Deutschland            | Deutschland Cup, Rennen 1, Bad Salzdetfurth                     | Nat  | Deutschland            | Michael Schweizer      | Stevens Racing Team                 |
| 18. | Belgien                | Kermiscross, Ardooie                                            | C2   | Belgien                | Klaas Vantornout       | Sunweb-Revor                        |
| 20. | Vereinigte Staaten     | Downeast Cyclocross – NECX – Day 1, New Gloucester              | C2   | Vereinigte Staaten     | Justin Lindine         | Redline                             |
| 20. | Vereinigte Staaten     | Spooky Cross Weekend – Day 1, Irvine                            | C2   | Vereinigte Staaten     | Mike Sherer            | Team Optum-Kelly Benefit Strategies |
| 21. | Tschechien             | UCI-Weltcup, Tábor                                              | CDM  | Belgien                | Kevin Pauwels          | Sunweb-Revor                        |
| 21. | Tschechien             | UCI-Weltcup, Tábor (U23)                                        | CDM  | Niederlande            | Mike Teunissen         | Niederlande                         |
| 21. | Vereinigte Staaten     | Downeast Cyclocross – NECX – Day 2, New Gloucester              | C2   | Vereinigte Staaten     | Adam Craig             | Rabobank-Giant Off-Road Team        |
| 21. | Vereinigte Staaten     | Spooky Cross Weekend – Day 2, Irvine                            | C2   | Kanada                 | Mark McConnell         | Synergy Racing                      |
| 21. | Luxemburg              | Grand Prix de la Commune de Contern, Contern                    | C2   | Belgien                | Jim Aernouts           | Sunweb-Revor                        |
| 21. | Deutschland            | Deutschland Cup, Rennen 2, Lohne                                | Nat  | Deutschland            | Ole Quast              | Stevens Racing Team                 |
| 23. | Niederlande            | Nacht van Woerden, Woerden                                      | C2   | Belgien                | Bart Aernouts          | AA Drink Cyclocross Team            |
| 27. | Vereinigte Staaten     | Colorado Cross Classic, Boulder                                 | C2   | Belgien                | Ben Berden             | Raleigh-Clement                     |
| 28. | Tschechien             | UCI-Weltcup, Plzeň                                              | CDM  | Belgien                | Niels Albert           | BKCP-Powerplus                      |
| 28. | Tschechien             | UCI-Weltcup, Plzeň (U23)                                        | CDM  | Belgien                | Wietse Bosmans         | Belgien                             |
| 28. | Vereinigte Staaten     | Boulder Cup, Boulder                                            | C2   | Vereinigte Staaten     | Ryan Trebon            | Cannondale-Cyclocrossworld.com      |
| 28. | Vereinigte Staaten     | HPCX, Jamesburg                                                 | C2   | Vereinigte Staaten     | Adam Craig             | Rabobank-Giant Off-Road Team        |
| 28. | Spanien                | Cyclocross de Karrantza, Karrantza                              | C2   | Spanien                | Aitor Hernández        | Orbea                               |
| 28. | Deutschland            | Deutschland Cup, Rennen 3, Hamburg-Horn                         | Nat  | Deutschland            | Ole Quast              | Stevens Racing Team                 |

### November
|     |                        | Rennen                                                          | Kat. |                    | Sieger                 | Team                                |
| --- | ---------------------- | --------------------------------------------------------------- | ---- | ------------------ | ---------------------- | ----------------------------------- |
| 1.  | Belgien                | bpost bank Trofee – Koppenbergcross, Oudenaarde-Melden          | C1   | Belgien            | Sven Nys               | Landbouwkrediet-Euphony             |
| 1.  | Belgien                | bpost bank Trofee – Koppenbergcross, Oudenaarde-Melden (U23)    | CU   | Belgien            | Michael Vanthourenhout | BKCP-Powerplus                      |
| 1.  | Frankreich             | Cyclocross International de Marle, Marle                        | C2   | Frankreich         | Francis Mourey         | FDJ-Big Mat                         |
| 2.  | Vereinigte Staaten     | Darkhorse Cyclo-Stampede, Covington                             | C2   | Vereinigte Staaten | Ryan Trebon            | Cannondale-Cyclocrossworld.com      |
| 3.  | Vereinigtes Konigreich | U23-Europameisterschaften, Ipswich                              | CC   | Niederlande        | Mike Teunissen         | Niederlande                         |
| 3.  | Vereinigte Staaten     | The Cycle-Smart International 1, Northampton                    | C2   | Vereinigte Staaten | Jeremy Powers          | Rapha-Focus                         |
| 3.  | Belgien                | Grand Prix de la Région Wallonne, Dottignies                    | C2   | Belgien            | Niels Albert           | BKCP-Powerplus                      |
| 3.  | Vereinigte Staaten     | Lionhearts International, Cincinnati                            | C2   | Vereinigte Staaten | Ryan Trebon            | Cannondale-Cyclocrossworld.com      |
| 3.  | Deutschland            | Deutschland Cup, Rennen 4, Stuttgart-Vaihingen                  | Nat  | Deutschland        | Ole Quast              | Stevens Racing Team                 |
| 3.  | Schweden               | Schwedische Meisterschaft, Sunne                                | CN   | Schweden           | Magnus Darvell         | Team Kalas                          |
| 4.  | Belgien                | Superprestige Zonhoven, Zonhoven                                | C1   | Belgien            | Sven Nys               | Landbouwkrediet-Euphony             |
| 4.  | Belgien                | Superprestige Zonhoven, Zonhoven (U23)                          | CU   | Belgien            | Wout van Aert          | Young Telenet-Fidea                 |
| 4.  | Vereinigte Staaten     | Harbin Park International, Cincinnati                           | C1   | Vereinigte Staaten | James Driscoll         | Cannondale-Cyclocrossworld.com      |
| 4.  | Osterreich             | Int. Radquerfeldein GP Lambach/Stadl-Paura, Lambach/Stadl-Paura | C2   | Tschechien         | Tomáš Paprstka         | Remerx Merida Team Kolin            |
| 4.  | Schweiz                | Internationales Radquer Hittnau, Hittnau                        | C2   | Italien            | Enrico Franzoi         | Selle Italia Guerciotti             |
| 4.  | Vereinigtes Konigreich | National Trophy Series Round 2, Ipswich                         | C2   | Belgien            | Kevin Eeckhout         | Coolens Cycling Team                |
| 4.  | Vereinigte Staaten     | The Cycle-Smart International 2, Northampton                    | C2   | Vereinigte Staaten | Jeremy Powers          | Rapha-Focus                         |
| 4.  | Deutschland            | Deutschland Cup, Rennen 5, Magstadt                             | Nat  | Deutschland        | Michael Schweizer      | Stevens Racing Team                 |
| 10. | Vereinigte Staaten     | USGP of Cyclocross – Derby City Cup 1, Louisville               | C1   | Vereinigte Staaten | Jeremy Powers          | Rapha-Focus                         |
| 10. | Belgien                | Jaarmarktcross Niel, Niel                                       | C2   | Belgien            | Niels Albert           | BKCP-Powerplus                      |
| 10. | Tschechien             | TOI TOI Cup, Kolín                                              | C2   | Tschechien         | Martin Bína            | ČEZ Cyklo Team Tábor                |
| 11. | Belgien                | Superprestige Hamme-Zogge, Hamme-Zogge                          | C1   | Belgien            | Sven Nys               | Landbouwkrediet-Euphony             |
| 11. | Belgien                | Superprestige Hamme-Zogge, Hamme-Zogge (U23)                    | CU   | Niederlande        | David van der Poel     | BKCP-Powerplus                      |
| 11. | Deutschland            | Entega City Cross (Deutschland Cup, Rennen 6), Lorsch           | C2   | Tschechien         | Vojtěch Nipl           | Tschechien                          |
| 11. | Schweiz                | Internationales Radquer Frenkendorf, Frenkendorf                | C2   | Frankreich         | Francis Mourey         | FDJ-Big Mat                         |
| 11. | Vereinigte Staaten     | USGP of Cyclocross – Derby City Cup 2, Louisville               | C2   | Vereinigte Staaten | Jeremy Powers          | Rapha-Focus                         |
| 16. | Vereinigte Staaten     | The Jingle Cross Rock – Rock 1, Iowa City                       | C2   | Vereinigte Staaten | James Driscoll         | Cannondale-Cyclocrossworld.com      |
| 17. | Belgien                | bpost bank Trofee – Grote Prijs van Hasselt, Hasselt            | C2   | Belgien            | Sven Nys               | Landbouwkrediet-Euphony             |
| 17. | Tschechien             | TOI TOI Cup, Holé Vrchy                                         | C2   | Tschechien         | Martin Bína            | ČEZ Cyklo Team Tábor                |
| 17. | Vereinigte Staaten     | The Jingle Cross Rock – Rock 2, Iowa City                       | C2   | Vereinigte Staaten | Timothy Johnson        | Cannondale-Cyclocrossworld.com      |
| 17. | Kanada                 | Kanadische Meisterschaft, Surrey                                | CN   | Kanada             | Geoff Kabush           | SCOTT-3Rox Racing                   |
| 17. | Kanada                 | Kanadische Meisterschaft, Surrey (U23)                          | CN   | Kanada             | Evan McNeely           | Specialized Canada                  |
| 18. | Belgien                | Superprestige Gavere, Gavere                                    | C1   | Belgien            | Sven Nys               | Landbouwkrediet-Euphony             |
| 18. | Belgien                | Superprestige Gavere, Gavere (U23)                              | CU   | Belgien            | Wout van Aert          | Young Telenet-Fidea                 |
| 18. | Vereinigte Staaten     | The Jingle Cross Rock – Rock 3, Iowa City                       | C1   | Vereinigte Staaten | Timothy Johnson        | Cannondale-Cyclocrossworld.com      |
| 18. | Schweiz                | Flückiger Cross, Madiswil                                       | C2   | Schweiz            | Marcel Wildhaber       | SCOTT Swisspower MTB-Team           |
| 18. | Frankreich             | Challenge National 2ème Epreuve, Besançon                       | C2   | Frankreich         | Francis Mourey         | FDJ-Big Mat                         |
| 18. | Frankreich             | Challenge National 2ème Epreuve, Besançon (U23)                 | CU   | Frankreich         | Julian Alaphilippe     | Équipe Cycliste de l'Armée de Terre |
| 18. | Vereinigtes Konigreich | National Trophy Series Round 3, Southampton                     | C2   | Belgien            | Kevin Eeckhout         | Coolens Cycling Team                |
| 18. | Kanada                 | BC Grand Prix of Cyclocross, Steveston                          | C2   | Kanada             | Geoff Kabush           | SCOTT-3Rox Racing                   |
| 18. | Japan                  | Shinshu Cyclocross Nobeyama Kogen Round, Nagano                 | C2   | Japan              | Yu Takenouchi          | Team Eurasia                        |
| 18. | Deutschland            | Deutschland Cup, Rennen 7, Fürth                                | Nat  | Deutschland        | Michael Schweizer      | Stevens Racing Team                 |
| 24. | Belgien                | UCI-Weltcup, Koksijde                                           | CDM  | Belgien            | Sven Nys               | Landbouwkrediet-Euphony             |
| 24. | Belgien                | UCI-Weltcup, Koksijde (U23)                                     | CDM  | Belgien            | Wietse Bosmans         | Belgien                             |
| 24. | Vereinigte Staaten     | Baystate Cyclocross – NECX 1, Sterling                          | C2   | Vereinigte Staaten | Jeremy Durrin          | JAM Fund/NCC                        |
| 25. | Niederlande            | Superprestige Gieten, Gieten                                    | C1   | Belgien            | Klaas Vantornout       | Sunweb-Revor                        |
| 25. | Niederlande            | Superprestige Gieten, Gieten (U23)                              | CU   | Belgien            | Wout van Aert          | Young Telenet-Fidea                 |
| 25. | Japan                  | Kansai Cyclocross Yasu Round, Yasu                              | C2   | Japan              | Yu Takenouchi          | Team Eurasia                        |
| 25. | Vereinigte Staaten     | Baystate Cyclocross – NECX 2, Sterling                          | C2   | Vereinigte Staaten | Jeremy Powers          | Rapha-Focus                         |

### Dezember
|     |                        | Rennen                                                   | Kat. |                    | Sieger            | Team                             |
| --- | ---------------------- | -------------------------------------------------------- | ---- | ------------------ | ----------------- | -------------------------------- |
| 1.  | Vereinigte Staaten     | CXLA Weekend – Cross after Dark, Los Angeles             | C2   | Vereinigte Staaten | James Driscoll    | Cannondale-Cyclocrossworld.com   |
| 1.  | Vereinigte Staaten     | NEPCX – NBX Grand Prix of Cross – Day 1, Warwick         | C2   | Vereinigte Staaten | Shawn Milne       | Cannondale-Cyclocrossworld.com   |
| 2.  | Frankreich             | UCI-Weltcup, Roubaix                                     | CDM  | Belgien            | Sven Nys          | Landbouwkrediet-Euphony          |
| 2.  | Polen                  | Bryksy Cross, Gościęcin                                  | C2   | Polen              | Marek Konwa       | Milka-Superior MTB Racing Team   |
| 2.  | Osterreich             | Tage des Querfeldeinsports, Ternitz                      | C2   | Italien            | Elia Silvestri    | Team Brilla Bike                 |
| 2.  | Vereinigtes Konigreich | National Trophy Series Round 4, South Shields            | C2   | Belgien            | Floris De Tier    | Baboco Cycling Team              |
| 2.  | Vereinigte Staaten     | CXLA Weekend 2, Los Angeles                              | C2   | Vereinigte Staaten | Timothy Johnson   | Cannondale-Cyclocrossworld.com   |
| 2.  | Vereinigte Staaten     | NEPCX – NBX Grand Prix of Cross – Day 2, Warwick         | C2   | Vereinigte Staaten | Shawn Milne       | Cannondale-Cyclocrossworld.com   |
| 6.  | Spanien                | Asteasuko Ziklo-Krossa, Asteasu                          | C2   | Spanien            | Egoitz Murgoitio  | Grupo Hirumet Taldea             |
| 8.  | Italien                | Ciclocross del Ponte                                     | C2   | Italien            | Enrico Franzoi    | Selle Italia Guerciotti          |
| 8.  | Belgien                | Scheldecross, Antwerpen                                  | C1   | Belgien            | Kevin Pauwels     | Sunweb-Revor                     |
| 8.  | Vereinigte Staaten     | USGP of Cyclocross – Deschutes Cup 1, Bend               | C1   | Vereinigte Staaten | Ryan Trebon       | Cannondale-Cyclocrossworld.com   |
| 8.  | Tschechien             | TOI TOI Cup, Louny                                       | C2   | Tschechien         | Tomáš Paprstka    | Remerx-Meridea Team Kolín        |
| 8.  | Vereinigte Staaten     | Super Cross Cup 1, East Meadow                           | C2   | Vereinigte Staaten | Dan Timmerman     | RGM Watches-Richard Sachs        |
| 9.  | Spanien                | Ziklokross Igorre, Igorre                                | C2   | Spanien            | Aitor Hernández   | Orbea                            |
| 9.  | Belgien                | Vlaamse Druivenveldrit, Overijse                         | C1   | Belgien            | Sven Nys          | Landbouwkrediet-Euphony          |
| 9.  | Deutschland            | Frankfurter Rad-Cross, Frankfurt am Main                 | C2   | Schweiz            | Simon Zahner      | EKZ Racing Team                  |
| 9.  | Frankreich             | Challenge National 3ème Epreuve, Pontchâteau             | C2   | Frankreich         | Francis Mourey    | FDJ-Big Mat                      |
| 9.  | Frankreich             | Challenge National 3ème Epreuve, Pontchâteau (U23)       | CU   | Frankreich         | Clément Venturini | CR Rhône-Alpes                   |
| 9.  | Vereinigte Staaten     | USGP of Cyclocross – Deschutes Cup 2, Bend               | C2   | Vereinigte Staaten | Timothy Johnson   | Cannondale-Cyclocrossworld.com   |
| 9.  | Vereinigte Staaten     | Super Cross Cup 2, East Meadow                           | C2   | Vereinigte Staaten | Kerry Werner      | BMC U23 Development Team         |
| 9.  | Japan                  | Japanische Meisterschaft, Fumoto                         | CN   | Japan              | Yu Takenouchi     | Team Eurasia                     |
| 15. | Vereinigte Staaten     | North Carolina Grand Prix – Race 1, Hendersonville       | C2   | Vereinigte Staaten | Brian Matter      | RACC-Geargrinder                 |
| 16. | Belgien                | Soudal Cyclocross, Leuven                                | C1   | Belgien            | Niels Albert      | BKCP-Powerplus                   |
| 16. | Spanien                | Cyclocross International Ciudad de Valencia, Valencia    | C2   | Spanien            | Aitor Hernández   | Orbea                            |
| 16. | Vereinigtes Konigreich | National Trophy Series Round 5, Shrewsbury               | C2   | Belgien            | Joeri Hofman      | KDL-Landbouwkrediet Cycling Team |
| 16. | Vereinigte Staaten     | North Carolina Grand Prix – Race 2, Hendersonville       | C2   | Vereinigte Staaten | Kerry Werner      | BMC U23 Development Team         |
| 16. | Slowakei               | Slowakische Meisterschaft, Krupina                       | CN   | Slowakei           | Martin Haring     | CK Banská Bystrica               |
| 19. | Belgien                | Grote Prijs De Ster, Sint-Niklaas                        | C2   | Belgien            | Sven Nys          | Landbouwkrediet-Euphony          |
| 22. | Belgien                | bpost bank Trofee – Grote Prijs Rouwmoer, Essen          | C1   | Belgien            | Jan Denuwelaere   | Style & Concept                  |
| 22. | Belgien                | bpost bank Trofee – Grote Prijs Rouwmoer, Essen (U23)    | CU   | Niederlande        | Corné van Kessel  | Telenet-Fidea                    |
| 23. | Belgien                | UCI-Weltcup, Namur                                       | CDM  | Belgien            | Kevin Pauwels     | Sunweb-Revor                     |
| 26. | Belgien                | UCI-Weltcup, Heusden-Zolder                              | CDM  | Belgien            | Sven Nys          | Landbouwkrediet-Euphony          |
| 26. | Belgien                | UCI-Weltcup, Heusden-Zolder (U23)                        | CDM  | Belgien            | Wietse Bosmans    | Belgien                          |
| 26. | Luxemburg              | Grand Prix GEBA, Differdange                             | C2   | Luxemburg          | Christian Helmig  | Elbowz Racing                    |
| 26. | Schweiz                | Internationales Radquer Dagmersellen, Dagmersellen       | C2   | Frankreich         | Francis Mourey    | FDJ-Big Mat                      |
| 28. | Belgien                | bpost bank Trofee – Azencross, Wuustwezel-Loenhout       | C1   | Belgien            | Niels Albert      | BKCP-Powerplus                   |
| 28. | Belgien                | bpost bank Trofee – Azencross, Wuustwezel-Loenhout (U23) | CU   | Niederlande        | Corné van Kessel  | Telenet-Fidea                    |
| 29. | Belgien                | Versluys Cyclocross, Bredene                             | C2   | Belgien            | Sven Nys          | Landbouwkrediet-Euphony          |
| 30. | Belgien                | Superprestige Diegem, Diegem                             | C1   | Belgien            | Niels Albert      | BKCP-Powerplus                   |
| 30. | Belgien                | Superprestige Diegem, Diegem (U23)                       | CU   | Niederlande        | Mike Teunissen    | Rabobank-Giant Off-Road Team     |
| 30. | Schweiz                | GP-5-Sterne-Region, Beromünster                          | C2   | Frankreich         | Francis Mourey    | FDJ-Big Mat                      |

### Januar
|     |                        | Rennen                                                         | Kat. |                        | Sieger                | Team                               |
| --- | ---------------------- | -------------------------------------------------------------- | ---- | ---------------------- | --------------------- | ---------------------------------- |
| 1.  | Belgien                | bpost bank Trofee – Grote Prijs Sven Nys                       | C1   | Belgien                | Kevin Pauwels         | Sunweb-Napoleon Games Cycling Team |
| 1.  | Belgien                | bpost bank Trofee – Grote Prijs Sven Nys (U23)                 | CU   | Belgien                | Wietse Bosmans        | BKCP-Powerplus                     |
| 1.  | Luxemburg              | Grand Prix Hotel Threeland, Pétange                            | C2   | Frankreich             | Nicolas Bazin         | BigMat-Auber 93                    |
| 2.  | Schweiz                | Cyclocross Bussnang, Bussnang                                  | C2   | Frankreich             | Francis Mourey        | FDJ.fr                             |
| 3.  | Niederlande            | Internationale Centrumcross van Surhuisterveen, Surhuisterveen | C2   | Belgien                | Rob Peeters           | Telenet-Fidea                      |
| 5.  | Vereinigte Staaten     | Chicago Cyclocross Cup New Year's Resolution 1, Bloomingdale   | C2   | Vereinigte Staaten     | Jeremy Powers         | Rapha-Focus                        |
| 6.  | Italien                | UCI-Weltcup, Rom                                               | CDM  | Belgien                | Kevin Pauwels         | Sunweb-Napoleon Games Cycling Team |
| 6.  | Italien                | UCI-Weltcup, Rom (U23)                                         | CDM  | Frankreich             | Julian Alaphilippe    | Frankreich                         |
| 6.  | Vereinigtes Konigreich | National Trophy Series Round 6, Derby                          | C2   | Belgien                | Joeri Hofman          | KDL-Landbouwkrediet Cycling Team   |
| 6.  | Vereinigte Staaten     | Chicago Cyclocross Cup New Year's Resolution 2, Bloomingdale   | C2   | Vereinigte Staaten     | James Driscoll        | Cannondale-Cyclocrossworld.com     |
| 12. | Deutschland            | Deutsche Meisterschaft, Bad Salzdetfurth (U23)                 | CN   | Deutschland            | Markus Schulte-Lünzum | Focus XC Elite Team                |
| 12. | Spanien                | Spanische Meisterschaft, Asturias (U23)                        | CN   | Spanien                | Jonathan Lastra       | Grupo Hirumet Taldea               |
| 12. | Tschechien             | Tschechische Meisterschaft, Stříbro                            | CN   | Tschechien             | Zdeněk Štybar         | Omega Pharma-Quick Step            |
| 12. | Vereinigte Staaten     | US-amerikanische Meisterschaft, Madison (U23)                  | CN   | Vereinigte Staaten     | Yannick Eckmann       | California Giant Cycling           |
| 13. | Belgien                | Belgische Meisterschaft, Mol                                   | CN   | Belgien                | Klaas Vantornout      | Sunweb-Napoleon Games Cycling Team |
| 13. | Belgien                | Belgische Meisterschaft, Mol (U23)                             | CN   | Belgien                | Laurens Sweeck        | KDL Cyclingteam                    |
| 13. | Vereinigtes Konigreich | Britische Meisterschaft, Bradford                              | CN   | Vereinigtes Konigreich | Ian Field             | Hargroves Cycles                   |
| 13. | Vereinigtes Konigreich | Britische Meisterschaft, Bradford (U23)                        | CN   | Vereinigtes Konigreich | Grant Ferguson        | Superior-Brentjens MTB Racing Team |
| 13. | Danemark               | Dänische Meisterschaft, Vejen                                  | CN   | Danemark               | Kenneth Hansen        | Cannondale-Challenge Tyres         |
| 13. | Deutschland            | Deutsche Meisterschaft, Bad Salzdetfurth                       | CN   | Deutschland            | Philipp Walsleben     | BKCP-Powerplus                     |
| 13. | Frankreich             | Französische Meisterschaft, Nommay                             | CN   | Frankreich             | Francis Mourey        | FDJ.fr                             |
| 13. | Frankreich             | Französische Meisterschaft, Nommay (U23)                       | CN   | Frankreich             | Julian Alaphilippe    | EC Armée de Terre                  |
| 13. | Irland                 | Irische Meisterschaft, Dundalk                                 | CN   | Irland                 | Roger Aiken           | Banbridge CC                       |
| 13. | Italien                | Italienische Meisterschaft, Vittorio Veneto                    | CN   | Italien                | Marco Aurelio Fontana | Cannondale Factory Team            |
| 13. | Italien                | Italienische Meisterschaft, Vittorio Veneto (U23)              | CN   | Italien                | Bryan Falaschi        | Selle Italia Guerciotti Elite      |
| 13. | Kroatien               | Kroatische Meisterschaft, Split                                | CN   | Kroatien               | Filip Turk            |                                    |
| 13. | Luxemburg              | Luxemburgische Meisterschaft, Belvaux                          | CN   | Luxemburg              | Christian Helmig      | Elbowz Racing                      |
| 13. | Niederlande            | Niederländische Meisterschaft, Tilburg                         | CN   | Niederlande            | Lars van der Haar     | Rabobank-Giant Offroad-Team        |
| 13. | Niederlande            | Niederländische Meisterschaft, Tilburg (U23)                   | CN   | Niederlande            | David van der Poel    | BKCP-Powerplus                     |
| 13. | Osterreich             | Österreichische Meisterschaft, St. Pölten                      | CN   | Osterreich             | Daniel Geismayr       | UNION Dornbirner EV 1886           |
| 13. | Polen                  | Polnische Meisterschaft, Koziegłowy                            | CN   | Polen                  | Marek Konwa           | Superior-Brentjens MTB Racing Team |
| 13. | Polen                  | Polnische Meisterschaft, Koziegłowy (U23)                      | CN   | Polen                  | Bartosz Pilis         |                                    |
| 13. | Portugal               | Portugiesische Meisterschaft, Vila Real                        | CN   | Portugal               | Vítor Santos          |                                    |
| 13. | Portugal               | Portugiesische Meisterschaft, Vila Real (U23)                  | CN   | Portugal               | Roberto Ferreira      |                                    |
| 13. | Schweiz                | Schweizer Meisterschaft, Steinmaur                             | CN   | Schweiz                | Julien Taramarcaz     | BMC Mountainbike Racing Team       |
| 13. | Schweiz                | Schweizer Meisterschaft, Steinmaur (U23)                       | CN   | Schweiz                | Lars Forster          | Tower Sports-VC Eschenbach         |
| 13. | Spanien                | Spanische Meisterschaft, Asturias                              | CN   | Spanien                | Aitor Hernández       | Ermua-Orbea                        |
| 13. | Vereinigte Staaten     | US-amerikanische Meisterschaft, Madison                        | CN   | Vereinigte Staaten     | Jonathan Page         | ENGVT                              |
| 14. | Belgien                | Cyclocross Otegem                                              | C2   | Belgien                | Klaas Vantornout      | Sunweb-Napoleon Games Cycling Team |
| 19. | Niederlande            | Internationale Cyclocross Rucphen, Rucphen                     | C2   | Niederlande            | Lars van der Haar     | Rabobank-Giant Offroad-Team        |
| 19. | Belgien                | Kasteelcross Zonnebeke, Zonnebeke                              | C2   | Belgien                | Tom Meeusen           | Telenet-Fidea                      |
| 19. | Serbien                | Serbische Meisterschaft                                        | CN   | Serbien                | Bojan Đurđić          |                                    |
| 20. | Luxemburg              | Grand Prix Möbel Alvisse, Leudelange                           | C2   | Tschechien             | Petr Dlask            |                                    |
| 20. | Niederlande            | UCI-Weltcup, Hoogerheide                                       | CDM  | Tschechien             | Martin Bína           | ČEZ Cyklo Team Tábor               |
| 20. | Niederlande            | UCI-Weltcup, Hoogerheide (U23)                                 | CDM  | Belgien                | Wietse Bosmans        | Belgien                            |
| 26. | Vereinigte Staaten     | Cincinnati Kings International, Cincinnati                     | C2   | Belgien                | Niels Albert          | BKCP-Powerplus                     |
| 27. | Italien                | Gran Premio Mamma e Papa Guerciotti, Mailand                   | C2   | Italien                | Marco Aurelio Fontana | Cannondale Factory Team            |
| 27. | Spanien                | Ispasterko Udala Sari Nagusia                                  | C2   | Spanien                | Aitor Hernández       | Ermua-Orbea                        |
| 27. | Frankreich             | Cyclocross International du Mingant Lanarvily, Lanarvily       | C2   | Frankreich             | Arnold Jeannesson     | FDJ.fr                             |

### Februar
|     |                    | Rennen                                                  | Kat. |             | Sieger                 | Team                               |
| --- | ------------------ | ------------------------------------------------------- | ---- | ----------- | ---------------------- | ---------------------------------- |
| 2.  | Vereinigte Staaten | Cyclocross-Weltmeisterschaften, Louisville              | CM   | Belgien     | Sven Nys               | Belgien                            |
| 2.  | Vereinigte Staaten | Cyclocross-Weltmeisterschaften, Louisville (U23)        | CM   | Niederlande | Mike Teunissen         | Niederlande                        |
| 6.  | Belgien            | Parkcross Maldegem, Maldegem                            | C2   | Belgien     | Bart Wellens           | Telenet-Fidea                      |
| 9.  | Belgien            | bpost bank Trofee – Krawatencross, Lille                | C1   | Belgien     | Niels Albert           | BKCP-Powerplus                     |
| 9.  | Belgien            | bpost bank Trofee – Krawatencross, Lille (U23)          | CU   | Belgien     | Tim Merlier            | Sunweb-Napoleon Games Cycling Team |
| 16. | Belgien            | Superprestige Middelkerke, Middelkerke                  | C1   | Belgien     | Klaas Vantornout       | Sunweb-Napoleon Games Cycling Team |
| 16. | Belgien            | Superprestige Middelkerke, Middelkerke (U23)            | CU   | Belgien     | Michael Vanthourenhout | BKCP-Powerplus                     |
| 17. | Niederlande        | Internationale Cyclocross Heerlen, Heerlen              | C1   | Belgien     | Niels Albert           | BKCP-Powerplus                     |
| 17. | Belgien            | Grote Prijs Stad Eeklo, Eeklo                           | C2   | Belgien     | Sven Nys               | Crelan-Euphony                     |
| 23. | Niederlande        | Cauberg Cyclocross, Valkenburg aan de Geul              | C1   | Tschechien  | Martin Bína            | ČEZ Cyklo Team Tábor               |
| 23. | Niederlande        | Cauberg Cyclocross, Valkenburg aan de Geul (U23)        | CU   | Niederlande | David van der Poel     | BKCP-Powerplus                     |
| 24. | Belgien            | bpost bank Trofee – Internationale Sluitingsprijs       | C1   | Belgien     | Niels Albert           | BKCP-Powerplus                     |
| 24. | Belgien            | bpost bank Trofee – Internationale Sluitingsprijs (U23) | CU   | Belgien     | Wout van Aert          | Telenet-Fidea                      |

### August
|     |            | Rennen                                      | Kat. |            | Sieger           | Team |
| --- | ---------- | ------------------------------------------- | ---- | ---------- | ---------------- | ---- |
| 13. | Australien | Australische Meisterschaft, Melbourne       | CN   | Australien | Alan Iacuone     |      |
| 13. | Australien | Australische Meisterschaft, Melbourne (U23) | CN   | Australien | Cameron Ivory    |      |
| 13. | Neuseeland | Neuseeländische Meisterschaft, Queenstown   | CN   | Neuseeland | Alexander Revell |      |

## Meiste Siege
|    | Name             | Siege | Team                           | CDM/CM | C1 | C2/CN | CDM/CM/CC(U23) | CU/CN (U23) |
| -- | ---------------- | ----- | ------------------------------ | ------ | -- | ----- | -------------- | ----------- |
| 1  | Sven Nys         | 17    | Crelan-Euphony                 | 4      | 8  | 5     | -              | -           |
| 2  | Jeremy Powers    | 13    | Rapha-Focus                    | -      | 6  | 7     | -              | -           |
| 3  | Niels Albert     | 11    | BKCP-Powerplus                 | 1      | 6  | 4     | -              | -           |
| 4  | Francis Mourey   | 11    | FDJ                            | -      | 1  | 10    | -              | -           |
| 5  | Martin Bína      | 9     | ČEZ Cyklo Team Tábor           | 1      | 1  | 7     | -              | -           |
| 6  | Nicolas Bazin    | 6     | Auber 93                       | -      | -  | 6     | -              | -           |
| 7  | Wietse Bosmans   | 6     | BKCP-Powerplus                 | -      | -  | -     | 4              | 2           |
| 8  | Kevin Pauwels    | 5     | Sunweb-Napoleon Games          | 3      | 2  | -     | -              | -           |
| 9  | Klaas Vantornout | 5     | Sunweb-Napoleon Games          | -      | 2  | 3     | -              | -           |
| 10 | James Driscoll   | 5     | Cannondale-Cyclocrossworld.com | -      | 1  | 4     | -              | -           |
|    | Ryan Trebon      | 5     | Cannondale-Cyclocrossworld.com | -      | 1  | 4     | -              | -           |

### Nationen
|   | Name               | Siege | CDM/CM | C1 | C2 | CDM/CM/CC (U23) | CU (U23) |
| - | ------------------ | ----- | ------ | -- | -- | --------------- | -------- |
| 1 | Belgien            | 65    | 8      | 19 | 23 | 4               | 11       |
| 2 | Vereinigte Staaten | 40    | -      | 9  | 31 | -               | -        |
| 3 | Frankreich         | 21    | -      | 1  | 16 | 1               | 3        |
| 4 | Tschechien         | 15    | 1      | 1  | 13 | -               | -        |
| 5 | Niederlande        | 10    | -      | -  | 1  | 3               | 6        |
| 6 | Spanien            | 5     | -      | -  | 5  | -               | -        |
| 7 | Italien            | 4     | -      | -  | 4  | -               | -        |
|   | Schweiz            | 4     | -      | -  | 4  | -               | -        |
| 9 | Japan              | 2     | -      | -  | 2  | -               | -        |
|   | Kanada             | 2     | -      | -  | 2  | -               | -        |

### Teams
|    | Team                           | Siege | CDM/CM | C1 | C2/NC | CDM/CM/CC (U23) | CU/NC (U23) |
| -- | ------------------------------ | ----- | ------ | -- | ----- | --------------- | ----------- |
| 1  | BKCP-Powerplus                 | 22    | 1      | 6  | 6     | -               | 9           |
| 2  | Crelan-Euphony                 | 19    | 3      | 8  | 7     | -               | 1           |
| 3  | Cannondale-Cyclocrossworld.com | 16    | -      | 3  | 13    | -               | -           |
| 4  | Rapha-Focus                    | 14    | -      | 6  | 8     | -               | -           |
| 5  | Sunweb-Napoleon Games          | 12    | 3      | 4  | 4     | -               | 1           |
| 6  | FDJ                            | 12    | -      | 1  | 11    | -               | -           |
| 7  | ČEZ Cyklo Team Tábor           | 10    | 1      | 1  | 8     | -               | -           |
| 8  | Auber 93                       | 6     | -      | -  | 6     | -               | -           |
| 9  | Rabobank-Giant Off-Road Team   | 6     | -      | -  | 4     | -               | 2           |
| 10 | Telenet-Fidea                  | 6     | -      | -  | 3     | -               | 3           |